# Peter Vera
Peter Javier Vera Díaz (Montevideo, 8 dicembre 1982) è un ex calciatore uruguaiano, di ruolo centrocampista.